# Trollhättan
Trollhättan je švédské okresní město v oblasti Trollhättans kommun, jedno z důležitých měst provincie Västra Götaland. Leží asi 75 km severně od Göteborgu, hlavního města provincie a druhého největšího města ve Švédsku. Město má přibližně 44 000 obyvatel.

## Název a historie
Název města pravděpodobně pochází ze severských bájí; lidé si mysleli, že v nedaleké řece Göta a vodopádech žijí trollové a ostrůvky v řece jsou jejich kapuce. Název města proto přibližně znamená „trollí kapuce, čapka“.
Město bylo založeno na řece Göta poblíž Trollhättanských vodopádů; poprvé je zaznamenáno v listině z roku 1413. Vznikla zde společnost Vattenfall, díky jejíž přítomnosti započal průmyslový rozmach města. V souvislosti s vybudováním vodních elektráren Olidan a Håjum obec získala roku 1916 status města. Ve městě sídlí letečtí výrobci Saab a Volvo Aero.
Zajímavost: Byla zde natočena převážná část filmu Muž jménem Ove (2015). Domek ústředního aktéra se nachází na adrese Bergkullevägen 160. Rovněž byl v tomto městě natočen film Silný jako lev (2003).